# Marc de Joybert
Pour les articles homonymes, voir Joybert.
Marc-François-Marie de Joybert,  né le 14 juillet 1912 à Vienne et mort à Brest le 29 décembre 1989, est un marin français. Il participe à la Seconde Guerre mondiale avant d'être élevé au rang d'amiral et nommé chef d'état-major de la marine en 1972.

## Biographie
Marc-François-Marie de Joybert nait le 4 juillet 1912 d'un père officier de cavalerie. Il entre à l'école navale en octobre 1932 et effectue son école d'application à bord de la Jeanne d'Arc. Enseigne de vaisseau de 2e classe en octobre 1935 puis enseigne de vaisseau de 1re classe en octobre 1936, il fait campagne en Indochine à bord de canonnières et embarque sur le Duquesne en 1938. L'année suivante, il est breveté fusilier et participe à la Seconde Guerre mondiale à bord du contre-torpilleur Vautour, du croiseur Marseillaise et de l'aviso Dumont d'Urville.
Il rejoint les Forces française combattantes en 1942 et est promu lieutenant de vaisseau cette même année. Il commande successivement les patrouilleurs Aspirant Brun et Chasseur 84, avant d'embarquer sur le Georges Leygues en 1945. En 1948, sorti breveté de l'école de guerre navale, il rejoint  l'état-major de la Marine en Indochine en 1950. Promu capitaine de corvette en 1951 puis capitaine de frégate en 1956, il est nommé commandant en second de la demi-brigade de fusiliers marins (DBFM) en Algérie la même année. L'année suivante, il commande l'escorteur d'escadre Chevalier Paul avant d'être promu capitaine de vaisseau en 1961 et nommé commandant de la DBFM à Nemours. En 1962, il commande la 2e division d'escorteurs d'escadre (DEE2) et l'escorteur d'escadre Jauréguiberry avant d'être nommé chef d'état-major du préfet maritime de Brest l'année suivante.
Marc de Joybert est nommé contre-amiral en 1966 puis promu vice-amiral en 1970 avant d'être désigné comme major général de la Marine. Élevé aux rang et appellation d'amiral en 1972, il prend les fonctions de chef d'état-major de la marine qui le conduisent à définir les missions et à planifier l'équipement de la Marine sur le long terme. Défenseur de la dissuasion nucléaire, il quitte le service actif en 1974 et publie l'année suivante un ouvrage, La paix nucléaire. Il meurt à Brest le 29 décembre 1989 à l'âge de 77 ans et repose au cimetière de Valence,.
L'amiral de Joybert est le parrain de la Préparation militaire marine de Vienne, créée en 2003 et qui porte son nom. Il est aussi à l'origine de la création de la Préparation militaire marine de Valence, créée en 1981 dont il est le parrain[réf. nécessaire].

## Décorations
|  |  |  |
|  |  |  |
|  |  |  |
|  |  |  |

### Intitulés
L'amiral de Joybert a reçu les décorations suivantes :
- Grand-Officier de la Légion d'honneur
- Grand croix de l'ordre national du Mérite
- Commandeur du Mérite maritime
- Croix de guerre 1939-1945
- Croix de guerre des Théâtres d'opérations extérieurs
- Croix de la Valeur militaire
- Croix du combattant
- Médaille coloniale
- Médaille commémorative de la campagne d'Indochine
- Grand officier de l'Ordre de la République (Tunisie)
- Chevalier de l'Ordre de l'Etoile noire (Bénin)

## Publications
- Marc de Joybert, La paix nucléaire, Plon, 1975, 158 p. (OCLC 1974693)